# هانسون (ماساتشوستس)
هانسون (بالإنجليزية: Hanson, Massachusetts)‏ هي بلدة أمريكية تقع في الولايات المتحدة في Plymouth County. يقدر عدد سكانها بـ 10,209 نسمة ومساحتها 40.6 كم2 وترتفع عن سطح البحر 27 متر.

## أعلام
- تيفاني سكوت
- كريستين ميرلين
- روبرت ليفيت
- ألبرت إس. باركر
- جون ديلاني